# Halichoeres scapularis
Halichoeres scapularis là một loài cá biển thuộc chi Halichoeres trong họ Cá bàng chài. Loài này được mô tả lần đầu tiên vào năm 1832.

## Từ nguyên
Tính từ định danh scapularis trong tiếng Latinh mang nghĩa là "ở vai", hàm ý có lẽ đề cập đến dải sọc zigzag ở sau mắt của loài cá này.

## Phạm vi phân bố và môi trường sống
H. scapularis được phân bố rộng khắp khu vực Ấn Độ Dương - Thái Bình Dương, kể cả Biển Đỏ. Từ bờ biển Đông Phi và Nam Phi, phạm vi của H. scapularis trải dài về phía đông đến Fiji, ngược lên phía bắc đến vùng biển phía nam Nhật Bản, xa về phía nam đến Úc (bao gồm cả rạn san hô Great Barrier) và Nouvelle-Calédonie.
Ở Việt Nam, H. scapularis được ghi nhận đảo Lý Sơn (Quảng Ngãi); bờ biển Phú Yên; vịnh Nha Trang (Khánh Hòa); bờ biển Ninh Thuận; cù lao Câu (Bình Thuận) cũng như tại quần đảo Trường Sa.
H. scapularis thường sống trên nền cát, đá vụn hoặc thảm cỏ biển, đôi khi trong các rạn san hô ở độ sâu đến ít nhất là 20 m.

## Mô tả

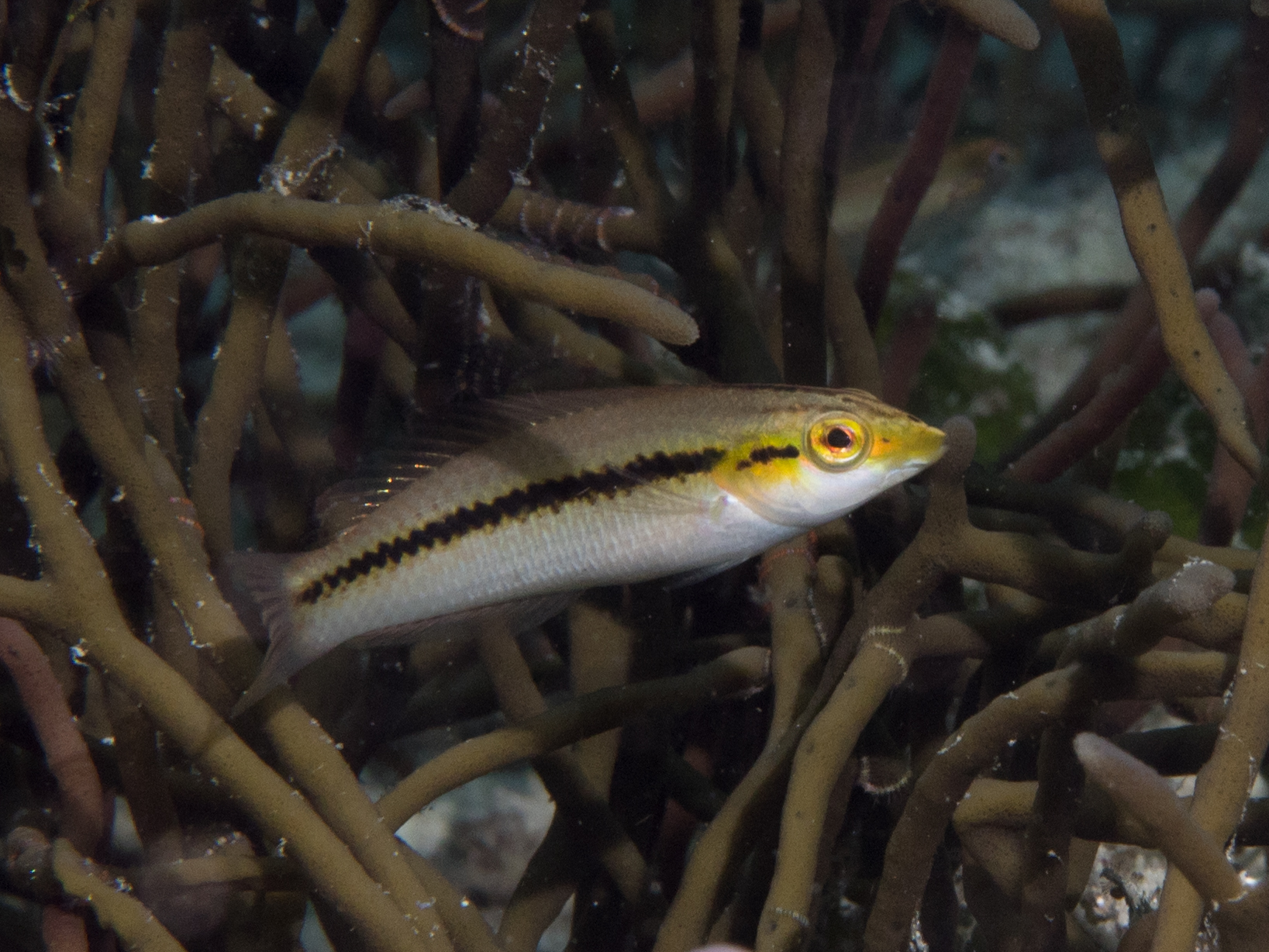
Cá con

H. scapularis có chiều dài cơ thể lớn nhất được ghi nhận là 20 cm. Cá cái và cá con có màu trắng, hơi sẫm vàng nâu ở lưng với đường sọc zigzag màu vàng hoặc đen dọc theo thân trên, từ sau mắt kéo dài đến cuống đuôi. Cá đực có màu xanh lục, sọc zigzag chuyển thành hồng tím (đoạn phía trước bị che khuất bởi một vệt đen). Vảy có các vạch màu hồng tím. Đầu xuất hiện các vệt hồng tím.
Số gai ở vây lưng: 9; Số tia vây ở vây lưng: 11; Số gai ở vây hậu môn: 3; Số tia vây ở vây hậu môn: 11; Số tia vây ở vây ngực: 14; Số gai ở vây bụng: 1; Số tia vây ở vây bụng: 5; Số vảy đường bên: 26.

## Sinh thái học
Thức ăn của H. scapularis là các loài động vật giáp xác trên cát. Chúng thường sống đơn độc và tỏ ra hung hăng đối với đồng loại, nhưng cũng có thể sống theo từng nhóm nhỏ.

## Thương mại
H. scapularis đôi khi được đánh bắt trong các hoạt động buôn bán cá cảnh.